# 麻雀技塾
麻雀技塾（まーじゃんぎじゅく）とは、セガネットワーク対戦麻雀MJ3（以下、MJ3またはMJ3EVO）を用いて麻雀のセオリーなどを学ぶことができるDVDである。全6巻から構成されている。くまきりあさ美は、この企画でプロ雀士となった。
本DVDの構成は、以下の3本立てである。
- 『MJ3EVO』レクチャー
- 16人のプロ雀士による「最強雀士決定戦」
- くまきりあさ美の「麻雀プロデビューへの道」

## 出演者
- くまきりあさ美
- コージー冨田
- 鍛冶田良一プロ - 破壊王
- 吉田知弘プロ - フィールドレーサー
- 崎見百合プロ - 役満クイーン
- 五十嵐毅プロ - 至高の守備派
- 大澤ふみなプロ - 魅惑のジュリエット

ほか多数